# Sèmnons
|  | No s'ha de confondre amb sènons. |

Els sèmnons (en llatí semnones, en grec antic Σέμνωνες o Σέμνονες) eren un poble dels més antics i il·lustres dels germànics que pertanyia al grup sueu i habitava al nord dels hermundurs entre l'Albis (Elba) i el Viadus. Tenien a l'oest els queruscs, al sud als silinges, a l'est els manims i burgundis, i al nord-oest als longobards, segons Tàcit i Claudi Ptolemeu. El seu país anava entre Lusàtia al sud i Potsdam al nord, i estava format per un centenar de districtes (pagi). Eren un poble molt poderós i el principal del grup dels sueus.
Al seu país hi havia un bosc molt antic anomenat Semnonum Silva, on se celebraven diversos rituals i sacrificis. En una època determinada, les tribus enviaven representants i iniciaven els ritus amb un sacrifici humà. Ningú més no podia entrar en aquell bosc si no anava lligat amb cadenes, com a senyal d'humiliació davant dels déus. Si algú ensopegava i queia, no es podia aixecar, i havia d'arrossegar-se.
El sèmnons van formar part de la confederació dels marcomans sota Marabod en temps d'August, segons Tàcit i Estrabó. Després, es van aliar amb els romans i estaven governats per reis, i en temps de Domicià el rei era Masius.
Cap al segle iii, sembla que es van unir amb els alamans o potser van constituir el nucli principal d'aquest poble. El poble dels alamans (el nom podria significar 'tots els homes' o 'tots els guerrers que defensen un país') es va formar de la unió dels sèmnons amb els usips o usipets, tèucters o tèncters i potser altres grups de la frontera del Rin que no van acceptar el domini romà.